# NHL Stadium Series 2022

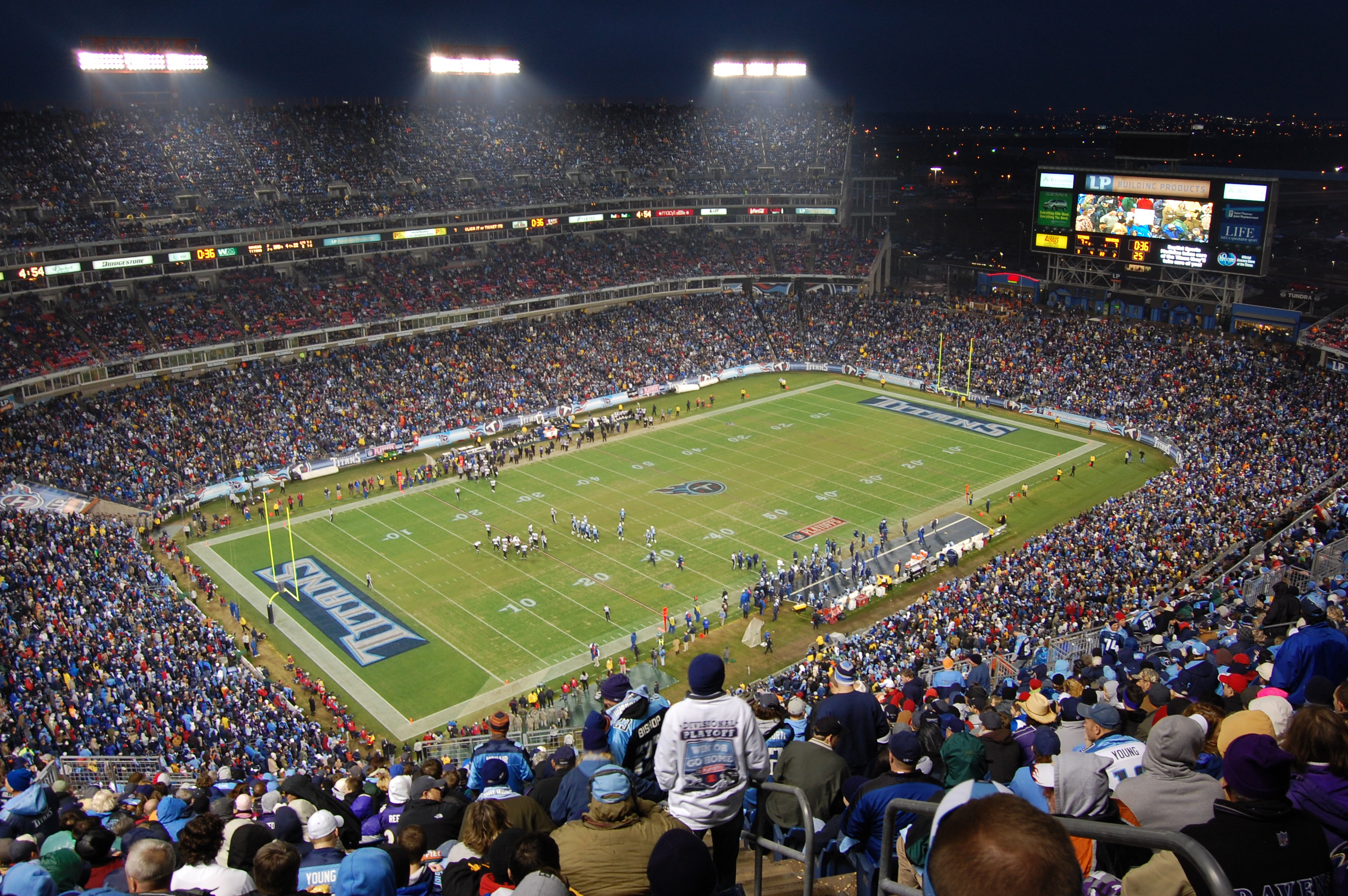
Arenan som stod värd för sportarrangemanget, 2009.

Navy Federal Credit Union NHL Stadium Series 2022 var ett sportarrangemang i den nordamerikanska ishockeyligan National Hockey League (NHL) där en grundspelsmatch spelades utomhus mellan Nashville Predators och Tampa Bay Lightning på Nissan Stadium i Nashville, Tennessee i USA den 26 februari 2022.

## Matchen

### Laguppställningarna
| Vänsterforwards    | Centrar            | Högerforwards   |
| ------------------ | ------------------ | --------------- |
| Filip Forsberg     | Mikael Granlund    | Matt Duchene    |
| Luke Kunin         | Ryan Johansen      | Philip Tomasino |
| Jakov Trenin       | Colton Sissons (A) | Tanner Jeannot  |
| Eeli Tolvanen      | Michael McCarron   | Matt Luff       |
| Backar             |                    | Backar          |
| Roman Josi (C)     |                    | Dante Fabbro    |
| Mattias Ekholm (A) |                    | Matt Benning    |
| Ben Harpur         |                    | Philippe Myers  |
|                    | Målvakter          |                 |
|                    | Juuse Saros        |                 |
|                    | David Rittich      |                 |
|                    | Tränare            |                 |
|                    | John Hynes         |                 |

| Vänsterforwards   | Centrar                  | Högerforwards      |
| ----------------- | ------------------------ | ------------------ |
| Ondřej Palát      | Brayden Point            | Nikita Kutjerov    |
| Alexander Killorn | Anthony Cirelli          | Steven Stamkos (C) |
| Patrick Maroon    | Pierre-Édouard Bellemare | Corey Perry        |
| Taylor Raddysh    | Ross Colton              | Mathieu Joseph     |
| Backar            |                          | Backar             |
| Victor Hedman (A) |                          | Jan Rutta          |
| Ryan McDonagh (A) |                          | Erik Černák        |
| Michail Sergatjov |                          | Cal Foote          |
|                   | Målvakter                |                    |
|                   | Andrej Vasilevskij       |                    |
|                   | Brian Elliott            |                    |
|                   | Tränare                  |                    |
|                   | Jon Cooper               |                    |

### Resultatet
| 834 | 26 februari 2022 | Nashville Predators | 2 – 3   | Tampa Bay Lightning | Nissan Stadium | |
|     |                  | Första perioden: Tanner Jeannot (PP) (08:20) Assists: Tomasino, Sissons Andra perioden: — Tredje perioden: Filip Forsberg (PP) (12:29) Assists: Granlund, Johansen | Rapport | Första perioden: — Andra perioden: (00:58) (PP) Brayden Point Assists: Kutjerov, Stamkos (06:18) (PP) Nikita Kutjerov Assists:Hedman, Stamkos Tredje perioden: (11:31) Steven Stamkos Assists: Foote, Killorn | Nashville, Tennessee, USA Publik: 68 619 Domare: Frédérick L’Écuyer, Dan O'Rourke Linjedomare: Brandon Gawryletz, Ryan Gibbons | Nashville, Tennessee, USA Publik: 68 619 Domare: Frédérick L’Écuyer, Dan O'Rourke Linjedomare: Brandon Gawryletz, Ryan Gibbons |
|     |                  | |         | | Nashville, Tennessee, USA Publik: 68 619 Domare: Frédérick L’Écuyer, Dan O'Rourke Linjedomare: Brandon Gawryletz, Ryan Gibbons | Nashville, Tennessee, USA Publik: 68 619 Domare: Frédérick L’Écuyer, Dan O'Rourke Linjedomare: Brandon Gawryletz, Ryan Gibbons |
|     |                  | |         | | Nashville, Tennessee, USA Publik: 68 619 Domare: Frédérick L’Écuyer, Dan O'Rourke Linjedomare: Brandon Gawryletz, Ryan Gibbons | Nashville, Tennessee, USA Publik: 68 619 Domare: Frédérick L’Écuyer, Dan O'Rourke Linjedomare: Brandon Gawryletz, Ryan Gibbons |

#### Matchstatistik
|                     | Nashville Predators | Tampa Bay Lightning |
| ------------------- | ------------------- | ------------------- |
| Powerplay           | 2/4                 | 2/4                 |
| Tacklingar          | 33                  | 26                  |
| Vunna tekningar (%) | 59                  | 41                  |
| Blockerade skott    | 11                  | 18                  |
| Utvisningsminuter   | 18                  | 18                  |

| Period | Nashville Predators | Tampa Bay Lightning |
| ------ | ------------------- | ------------------- |
| Första | 11                  | 12                  |
| Andra  | 5                   | 13                  |
| Tredje | 12                  | 8                   |
| Totalt | 28                  | 33                  |

#### Utvisningar
| Spelare          | Utvisning             | Utvisningsminuter | Tid             |
| Första perioden  | Första perioden       | Första perioden   | Första perioden |
| ---------------- | --------------------- | ----------------- | --------------- |
| Ryan Johansen    | Illegal check to head | 2:00              | 01:19           |
| Michael McCarron | Slagsmål              | 5:00              | 09:55           |
| Matt Benning     | Interference          | 2:00              | 19:49           |
| Andra perioden   |                       |                   |                 |
| Ryan Johansen    | Slagsmål              | 5:00              | 05:06           |
| Tanner Jeannot   | Hög klubba            | 2:00              | 05:15           |
| Philippe Myers   | Tripping              | 2:00              | 18:35           |
| Tredje perioden  |                       |                   |                 |
| Källa:           |                       |                   |                 |

| Spelare                                            | Utvisning       | Utvisningsminuter | Tid             |
| Första perioden                                    | Första perioden | Första perioden   | Första perioden |
| -------------------------------------------------- | --------------- | ----------------- | --------------- |
| Mathieu Joseph                                     | Hög klubba      | 2:00              | 06:34           |
| Patrick Maroon                                     | Slagsmål        | 5:00              | 09:55           |
| Andra perioden                                     |                 |                   |                 |
| Pierre-Édouard Bellemare                           | Slagsmål        | 5:00              | 05:06           |
| Ryan McDonagh                                      | Roughing        | 2:00              | 07:05           |
| Tredje perioden                                    |                 |                   |                 |
| Pierre-Édouard Bellemare                           | Interference    | 2:00              | 06:57           |
| Victor Hedman                                      | Hakning         | 2:00              | 12:22           |
| Termer: Förseelser som leder till utvisningsstraff |                 |                   |                 |

### Statistik

#### Nashville Predators

##### Utespelare
| Spelare          | Mål | Assists | Poäng | +/− | Utvisningsminuter | Skott | Vunna tekningar (%) | Tacklingar | Tid på isen |
| ---------------- | --- | ------- | ----- | --- | ----------------- | ----- | ------------------- | ---------- | ----------- |
| Filip Forsberg   | 1   | 0       | 1     | 0   | 0                 | 5     | —                   | 1          | 20:27       |
| Tanner Jeannot   | 1   | 0       | 1     | 0   | 2                 | 3     | —                   | 3          | 17:41       |
| Mikael Granlund  | 0   | 1       | 1     | 0   | 0                 | 3     | 60                  | 3          | 22:37       |
| Ryan Johansen    | 0   | 1       | 1     | 0   | 7                 | 1     | 73                  | 0          | 15:11       |
| Colton Sissons   | 0   | 1       | 1     | 0   | 0                 | 1     | 53                  | 4          | 20:27       |
| Philip Tomasino  | 0   | 1       | 1     | 0   | 0                 | 1     | —                   | 0          | 12:35       |
| Matt Benning     | 0   | 0       | 0     | -1  | 2                 | 2     | —                   | 2          | 18:10       |
| Matt Duchene     | 0   | 0       | 0     | 0   | 0                 | 3     | 100                 | 0          | 22:03       |
| Mattias Ekholm   | 0   | 0       | 0     | -1  | 0                 | 0     | —                   | 3          | 22:40       |
| Dante Fabbro     | 0   | 0       | 0     | 0   | 0                 | 0     | —                   | 1          | 17:34       |
| Ben Harpur       | 0   | 0       | 0     | 0   | 0                 | 0     | —                   | 1          | 10:34       |
| Roman Josi       | 0   | 0       | 0     | 0   | 0                 | 4     | —                   | 0          | 28:20       |
| Luke Kunin       | 0   | 0       | 0     | 0   | 0                 | 1     | —                   | 3          | 12:52       |
| Matt Luff        | 0   | 0       | 0     | -1  | 0                 | 2     | —                   | 3          | 06:43       |
| Michael McCarron | 0   | 0       | 0     | -1  | 5                 | 2     | 43                  | 3          | 09:27       |
| Philippe Myers   | 0   | 0       | 0     | 0   | 2                 | 0     | —                   | 2          | 14:51       |
| Eeli Tolvonen    | 0   | 0       | 0     | -1  | 0                 | 1     | —                   | 0          | 08:37       |
| Jakov Trenin     | 0   | 0       | 0     | 0   | 0                 | 0     | —                   | 2          | 14:52       |
| Källa:           |     |         |       |     |                   |       |                     |            |             |

##### Målvakt
| Spelare     | Skott mot sig | Räddningar | Insläppta mål | Räddningsprocent | Utvisningsminuter | Tid på isen |
| ----------- | ------------- | ---------- | ------------- | ---------------- | ----------------- | ----------- |
| Juuse Saros | 33            | 30         | 3             | 0,909            | 0                 | 58:07       |
| Källa:      |               |            |               |                  |                   |             |

#### Tampa Bay Lightning

##### Utespelare
| Spelare                  | Mål | Assists | Poäng | +/− | Utvisningsminuter | Skott | Vunna tekningar (%) | Tacklingar | Tid på isen |
| ------------------------ | --- | ------- | ----- | --- | ----------------- | ----- | ------------------- | ---------- | ----------- |
| Steven Stamkos           | 1   | 2       | 3     | +1  | 0                 | 5     | 29                  | 1          | 18:35       |
| Nikita Kutjerov          | 1   | 1       | 2     | 0   | 0                 | 2     | —                   | 0          | 20:17       |
| Brayden Point            | 1   | 0       | 1     | 0   | 0                 | 5     | 46                  | 2          | 20:20       |
| Cal Foote                | 0   | 1       | 1     | +1  | 0                 | 0     | —                   | 0          | 11:18       |
| Victor Hedman            | 0   | 1       | 1     | 0   | 2                 | 1     | —                   | 4          | 29:05       |
| Alexander Killorn        | 0   | 1       | 1     | +1  | 0                 | 3     | —                   | 2          | 21:22       |
| Erik Černák              | 0   | 0       | 0     | 0   | 0                 | 0     | —                   | 0          | 05:39       |
| Pierre-Édouard Bellemare | 0   | 0       | 0     | 0   | 7                 | 1     | 40                  | 1          | 11:00       |
| Anthony Cirelli          | 0   | 0       | 0     | +1  | 0                 | 2     | 41                  | 5          | 19:40       |
| Ross Colton              | 0   | 0       | 0     | 0   | 0                 | 3     | 50                  | 2          | 07:43       |
| Mathieu Joseph           | 0   | 0       | 0     | 0   | 2                 | 1     | —                   | 2          | 12:10       |
| Patrick Maroon           | 0   | 0       | 0     | 0   | 5                 | 2     | —                   | 1          | 10:44       |
| Ryan McDonagh            | 0   | 0       | 0     | +1  | 2                 | 3     | —                   | 1          | 26:06       |
| Ondřej Palát             | 0   | 0       | 0     | 0   | 0                 | 0     | 0                   | 2          | 15:44       |
| Corey Perry              | 0   | 0       | 0     | 0   | 0                 | 0     | —                   | 1          | 12:14       |
| Taylor Raddysh           | 0   | 0       | 0     | 0   | 0                 | 1     | —                   | 1          | 09:54       |
| Jan Rutta                | 0   | 0       | 0     | 0   | 0                 | 0     | —                   | 2          | 16:29       |
| Michail Sergatjov        | 0   | 0       | 0     | 0   | 0                 | 5     | —                   | 2          | 25:47       |
| Källa:                   |     |         |       |     |                   |       |                     |            |             |

##### Målvakt
| Spelare            | Skott mot sig | Räddningar | Insläppta mål | Räddningsprocent | Utvisningsminuter | Tid på isen |
| ------------------ | ------------- | ---------- | ------------- | ---------------- | ----------------- | ----------- |
| Andrej Vasilevskij | 28            | 26         | 2             | 0,929            | 0                 | 60:00       |
| Källa:             |               |            |               |                  |                   |             |